# Евангелическая народная партия (Нидерланды)

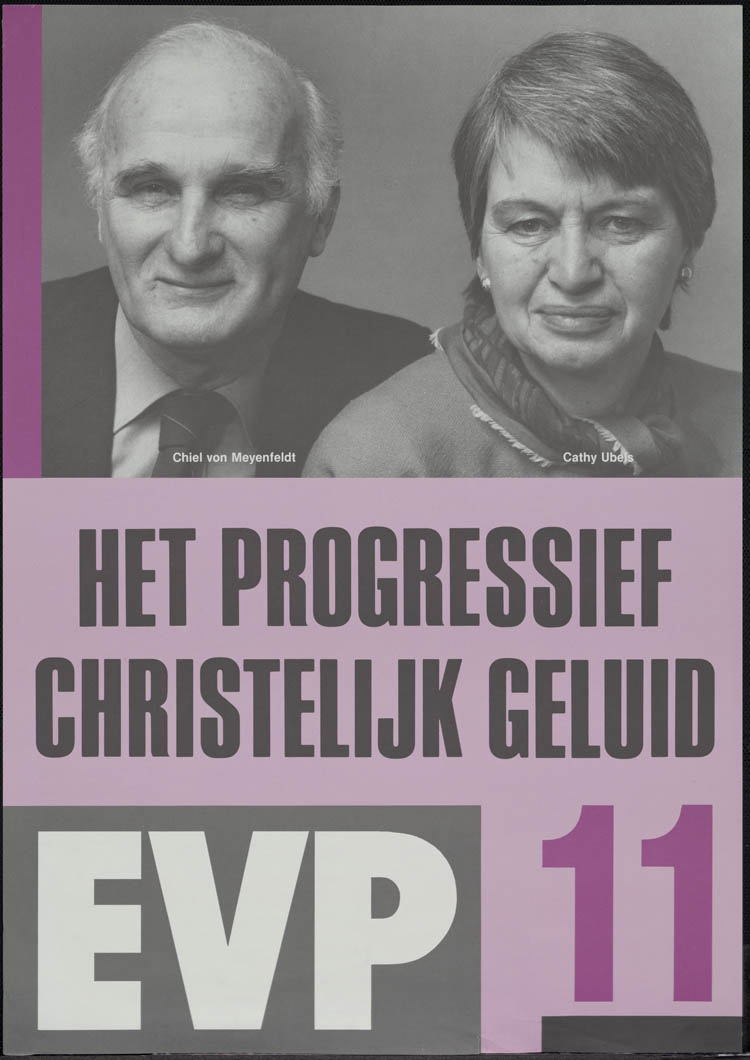
Предвыборный плакат ЕНП

Евангелическая народная партия (нидерл. Evangelische Volkspartij, EVP) — левохристианская и прогрессивно-протестантская партия в Нидерландах, близкая к социалистам и существовавшая в 1980—1991 годах. Одна из предшественниц партии «Зелёные левые».

## История
Образована в марте 1981 года в результате объединения Рабочей группы Христианско-демократического призыва «Не хлебом единым» (Niet bij Brood Alleen), недовольных слишком консервативным курсом партии, с Евангелической прогрессивной народной партией, созданной группой прогрессивно настроенных членов Антиреволюционной партии. 
Хотя её программа вдохновлялась религиозными источниками (в частности, Нагорной проповедью), ЕНП была открыта для вступления всех, включая неверующих. Выступала против атомного оружия, за выход Нидерландов из НАТО, введение обязательного максимального дохода в размере пяти минимальных размеров оплаты труда, закрытие атомных электростанций, стремление к «справедливости, миру и солидарности», легализацию гомосексуальности и эвтаназии. 
На выборах 1982 года получила 1 место в парламенте, которое заняла Кэти Убелс Веен. Однако партия была расколота между центристами, ориентировавшимися на сотрудничество с Партией труда и ХДП, и левыми, близкими к также христианско-социалистической Политической партии радикалов, а также её союзникам — Пацифистско-социалистической партии и Коммунистической партии Нидерландов (хотя по отношению к последней существовали оговорки в связи с её атеизмом, поддержкой диктаторских режимов и централизованным руководством). 
После неудачи на выборах 1986 года партия сформировала вместе с Компартией Нидерландов, Пацифистско-социалистической партией и Политической партией радикалов коалицию «Зелёные левые», на базе которой в 1990 году была сформирована одноимённая партия. В марте 1991 года Евангелическая народная партия официально присоединилась к новой структуре, сформировав христианско-социальную фракцию «Левая щека» (нидерл. De Linker Wang), влияние которой, впрочем, к настоящему моменту сошло на нет.